# ISS-Expedition 67
ISS-Expedition 67 ist die Missionsbezeichnung für die 67. Langzeitbesatzung der Internationalen Raumstation (ISS). Die Mission begann mit dem Abkoppeln des Raumschiffs Sojus MS-19 von der ISS am 30. März 2022 und endete mit dem Abkoppeln von Sojus MS-21 am 29. September 2022.

## Besatzung
Ankunft vor Expeditionsbeginn mit SpaceX Crew-3 am 12. November 2021:
- Thomas Marshburn, Kommandant (3. Raumflug, USA/NASA)
- Raja Chari, Bordingenieur (1. Raumflug, USA/NASA)
- Matthias Maurer, Bordingenieur (1. Raumflug, Deutschland/ESA)
- Kayla Barron, Bordingenieurin (1. Raumflug, USA/NASA)

Rückflug zur Erde 5/6. Mai 2022.
Ankunft vor Expeditionsbeginn mit Sojus MS-21 am 18. März 2022:
- Oleg Germanowitsch Artemjew, Kommandant (3. Raumflug, Russland/Roskosmos)
- Denis Wladimirowitsch Matwejew, Bordingenieur (1. Raumflug, Russland/Roskosmos)
- Sergei Wladimirowitsch Korsakow, Bordingenieur (1. Raumflug, Russland/Roskosmos)

Ankunft mit SpaceX Crew-4 am 27. April 2022:
- Kjell Lindgren, Bordingenieur (2. Raumflug, USA/NASA)
- Bob Hines, Bordingenieur (1. Raumflug, USA/NASA)
- Samantha Cristoforetti, Bordingenieurin (2. Raumflug, Italien/ESA)
- Jessica Watkins, Bordingenieurin (1. Raumflug, USA/NASA)

### Ersatzmannschaft
Seit Expedition 20 wird wegen des permanenten Trainings für die Besatzungen keine offizielle Ersatzmannschaft mehr bekanntgegeben. Inoffiziell gelten die Backup-Crews der jeweiligen Zubringerraumschiffe (siehe dort) als Ersatzmannschaft. In der Regel kommen diese Crews dann jeweils zwei Missionen später selbst zum Einsatz.